# فرنسيس جون فوكس
فرنسيس جون فوكس (بالإنجليزية: Francis John Fox)‏ هو فلاح نيوزلندي، ولد في 20 سبتمبر 1857 في مقاطعة وستميث في جمهورية أيرلندا، وتوفي في 27 فبراير 1902 في نيبيار في نيوزيلندا.